# Amaurobius triangularis
Amaurobius triangularis är en spindelart som beskrevs av Robin Ernest Leech 1972. Amaurobius triangularis ingår i släktet Amaurobius och familjen mörkerspindlar. Inga underarter finns listade i Catalogue of Life.